# Hanriot HD.17
L'Hanriot HD.17 era un idrovolante da addestramento a scarponi, monomotore, biposto e biplano, sviluppato dall'azienda aeronautica francese Société Anonyme des Appareils d'Aviation Hanriot nei primi anni venti.
Derivato dal precedente Hanriot HD.14, prestò servizio in Francia, Estonia e Lettonia.

## Utilizzatori
Estonia
 Francia
- Aéronautique navale

 Lettonia